# Säästla
Säästla – wieś w Estonii, w prowincji Parnawa, w gminie Vändra.